# Gabrielle Lévy
Pour les articles homonymes, voir Lévy.
Gabrielle Charlotte Lévy, née le 11 janvier 1886 et morte le date 6 octobre 1934, est une neurologue française, dont les travaux ont donné leur nom au syndrome de Roussy-Lévy et au syndrome de Lhermitte-Lévy. Elle a également contribué à la compréhension de l'encéphalite léthargique.

## Biographie
Diplômée en médecine en 1918, elle travaille ensuite 5 ans au laboratoire de la Salpêtrière. Sa thèse de 1922 est consacrée aux séquelles tardives de l'encéphalite épidémique. Elle est nommée médecin à l'hôpital Paul-Brousse en 1934. Protégée de Pierre Marie, elle collabore avec lui notamment sur les conséquences neurologiques des blessures observées durant la Première Guerre mondiale, mais aussi sur beaucoup d'autres sujets. Son domaine de prédilection est la neuropsychiatrie.
Elle meurt peu de temps après sa nomination à Paul Brousse d'une tumeur cérébrale. Pour sa famille, elle a succombé au syndrome parkinsonien post-encéphalitique, maladie qu'elle étudiait avant de mourir.

## Syndromes éponymes
- Syndrome de Lhermitte-Lévy : syndrome de paralysie progressive après un accident cérébrovasculaire.
- Maladie de Roussy-Lévy : une variété de neuropathie périphérique héréditaire encore appelée dystasie aréflexique héréditaire, une forme rarissime de CMT1 associant une mutation du gène de la protéine PMP22 (CMT1A) et une autre mutation du gène MPZ de la protéine zéro de la myéline Myelin protein zero (en) (CMT1B).